# 住友不動産六本木グランドタワー

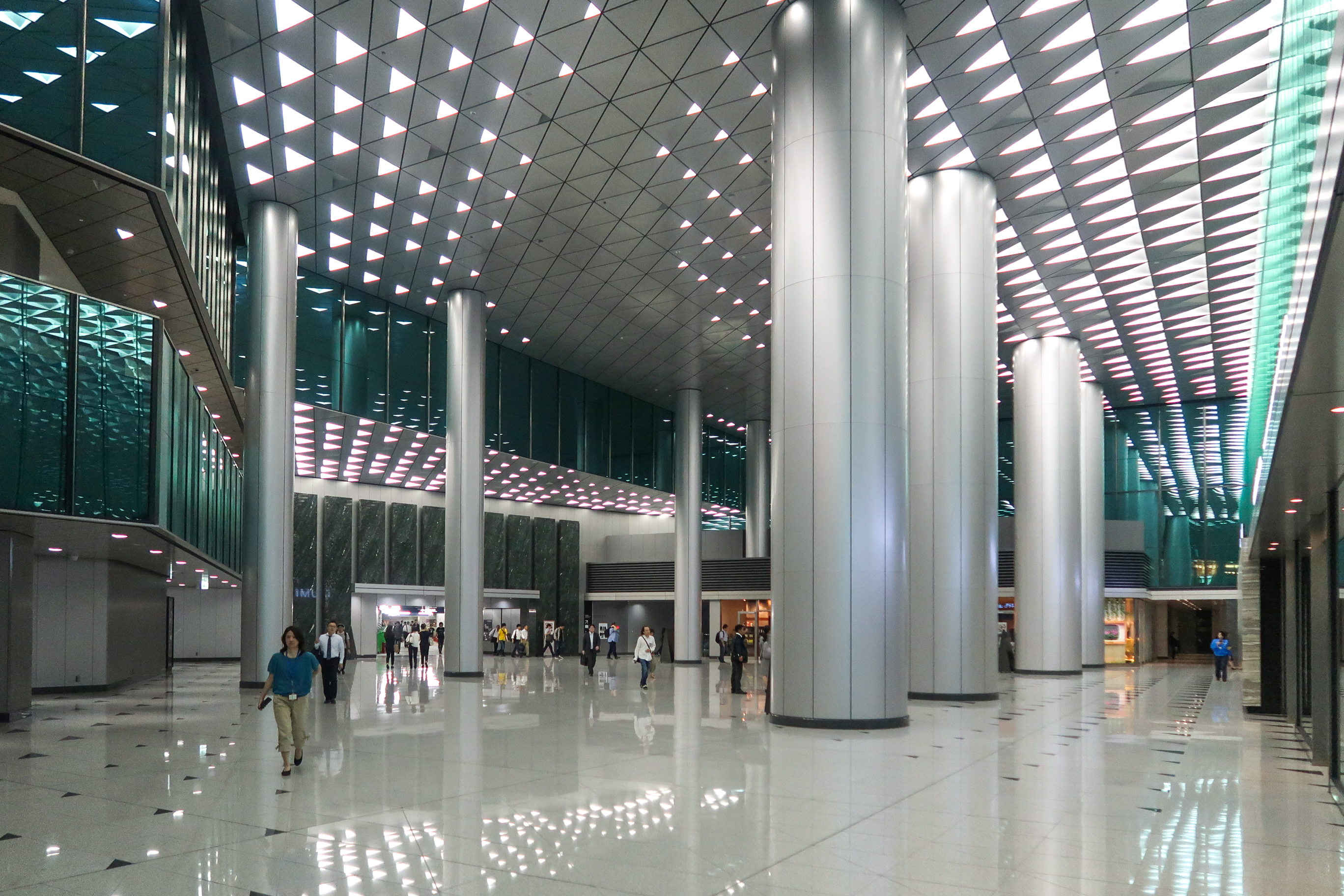
内部

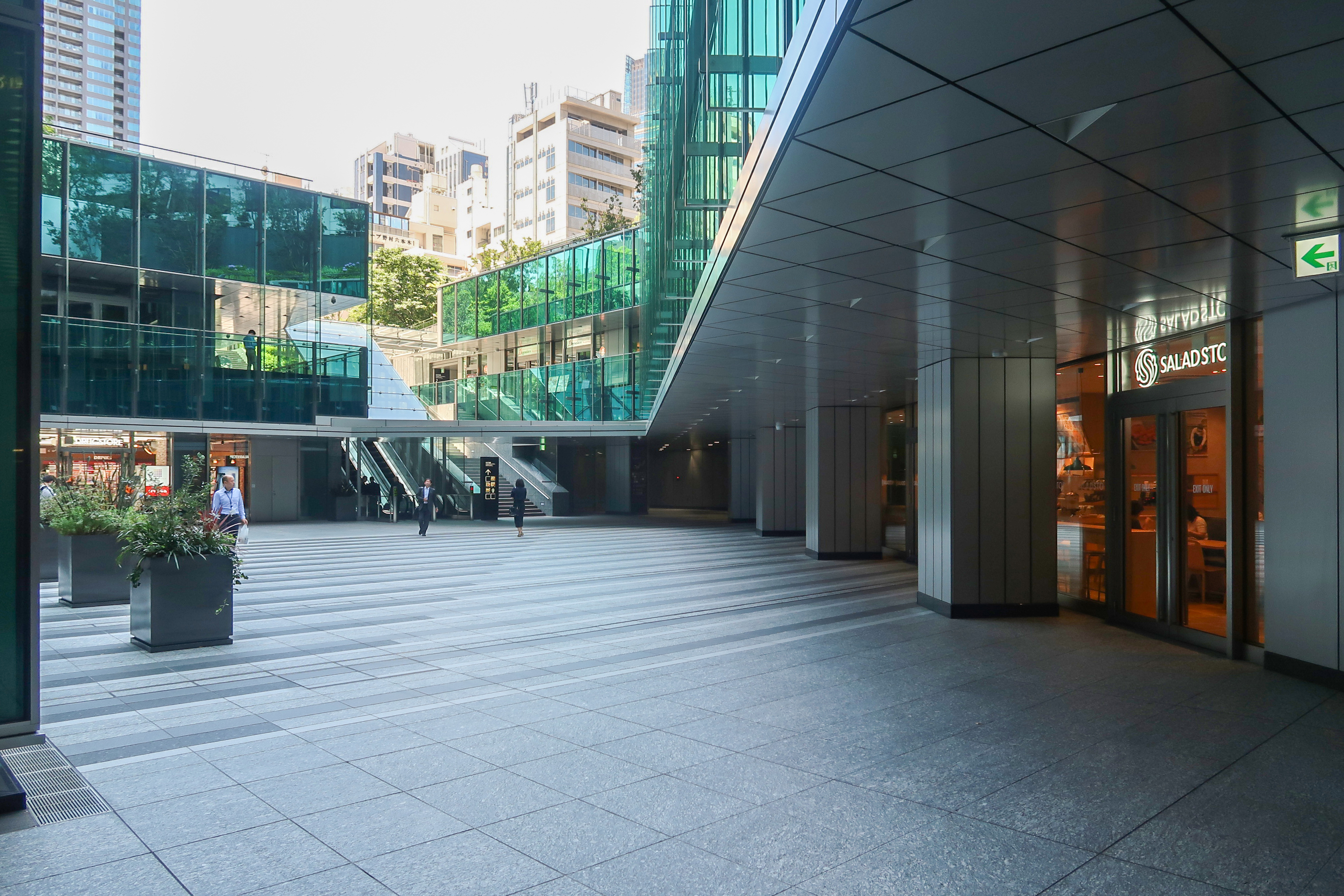
中庭

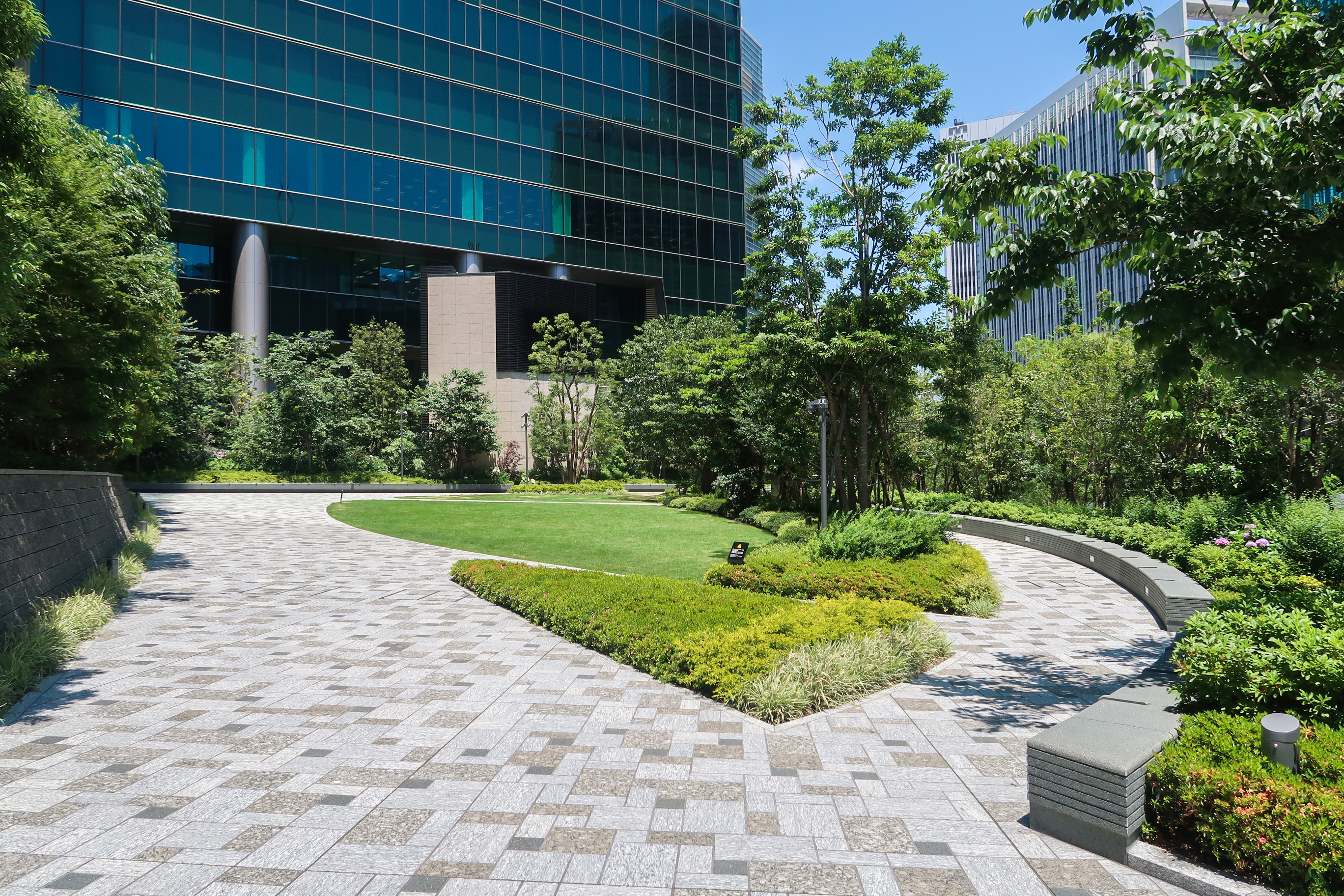
オープンスペース

住友不動産六本木グランドタワー（すみともふどうさんろっぽんぎグランドタワー、Sumitomo Fudosan Roppongi Grand Tower）は、東京都港区六本木三丁目の六本木一丁目駅に近接する旧日本IBM本社ビルや、旧六本木プリンスホテル等の跡地に建設された市街地再開発事業の複合市街施設。オフィス施設、レジデンス施設、商業施設、駐車場等である。
2016年（平成28年）、レジデンス棟が3月末竣工、4月より入居開始。オフィス棟も同年秋にオープンした。

## 概要
六本木三丁目東地区は、立地的には東京メトロ南北線の六本木一丁目駅に近接し、六本木通りと放射1号線に面した好立地にある。再開発は都市再生緊急整備地域であり、建物の老朽化等の課題を背景に、権利者152余名により2008年（平成20年）「まちづくり検討会」が発足。そこから約8年間の歳月を必要とした。
開発区域内の旧日本IBM本社ビルやヴィラフォンテーヌ六本木アネックス（旧六本木プリンスホテル）跡地を含めた地区面積27,400 m2の用地に、南街区にはオフィス棟（43階建、高さ230 m）、レジデンス棟（27階建て、総戸数226戸）を、北街区には商業棟（3階建）の3棟の施設で構成されている複合再開発で、総延床面積は約20万 m2（約6万坪）の規模である。
特徴としては、事業地が高低差があることや老朽建物が混在している、駅前に見合った開発が疎かだった等の課題があった。再開発により隣接する施設との調和を図り、地形の高低差を生かしたまちづくりと駅前の拠点整備が行われた。歩行者の利便性向上の面から、六本木一丁目駅に西口改札を新設、六本木通りと駅を結ぶ地下連絡通路を整備、通路内に地下鉄駅前広場と地下鉄連絡広場と商業店舗を設け、バリアフリー化のエレベーターを設置した。地域の防災機能向上の面から憩いの場となる広場を設け、災害用トイレスペースと防災用井戸を設置、災害時の一時避難場所として活用する。建物屋上に広場を設け、敷地内に散策路を整備。敷地外周部の区道を拡幅整備し、電線の地中化や歩道状空地を整備している。また、オフィス棟には2016年11月7日よりテレビ東京の本社が入居している。
オフィスロビーにはセキュリティゲートが設けられ、オフィス入居者・関係者しか入れない。部外者は訪問時に許可を得て、ICカードの貸与を受けるか、QRコード付入館許可証の発行を受けなければ入場出来ない。
なお、当再開発のデベロッパーである住友不動産は、放射1号線・首都高を挟んで隣接し先に建設した「泉ガーデンタワー」を含め、一体的に泉ガーデンとして運用している。
埋蔵文化財 - 常陸下館藩石川家屋敷跡
敷地内の南東部分は「常陸下館藩石川家屋敷跡」で、埋蔵文化財発掘届の提出が必要で、東京都と港区の教育委員会との協議を行う。それ以外部分については試掘調査を行い、埋蔵文化財等が確認された場合は、文化財保護法による適正な処置を行う。

## 沿革
- 1971年（昭和46年） - 日本IBM本社ビル竣工。
- 1984年（昭和59年） - 六本木プリンスホテル開業。
- 2006年（平成18年）12月25日 - 六本木プリンスホテル閉業、住友不動産買収。
- 2007年（平成19年）1月 - ビジネスホテルに改装、ヴィラフォンテーヌ六本木アネックス開業。
- 2008年（平成20年）3月 - 「六本木三丁目東地区まちづくり協議会」発足。
- 2009年（平成21年）
  - 1月 - 「六本木三丁目東地区市街地再開発準備組合」設立[3]。
  - 10月 - 日本IBM本社、中央区日本橋の箱崎事業所に移転、住友不動産買収。
- 2011年（平成23年）
  - 9月 - 「六本木三丁目東地区第一種市街地再開発事業」都市計画決定。
  - 11月20日 - ヴィラフォンテーヌ六本木アネックス閉業。
- 2012年（平成24年）
  - 3月23日 - 東京都知事「六本木三丁目東地区第一種市街地再開発事業」再開発組合設立（事業計画）許可。
  - 5月18日 - テレビ東京、六本木三丁目東地区第一種市街地再開発事業のビル内に移転を発表[6]。
- 2013年（平成25年）
  - 3月 - 権利変換計画認可。
  - 10月28日 - 六本木三丁目東地区第一種市街地再開発事業の建築工事着手[7]。
- 2016年（平成28年）
  - 3月末 - レジデンス棟 建築工事完了。
  - 4月末 - レジデンス棟 入居。
  - 秋 - オフィス棟オープン[3][8]。
- 2020年（令和2年）
  - 6月 - 六本木三丁目東地区市街地再開発組合解散認可。

## 建築概要
- 所在地 - 東京都港区六本木三丁目2番1号他
- 地域地区 - 商業地域、防火地域、高度地区、都市再生緊急整備地域
- 地区計画 - 再開発等促進区を定める地区計画
- 主要用途
  - 南街区 - 事務所[9]、共同住宅（226戸）[10]、店舗、駐車場、他
  - 北街区 - 店舗、オフィス、他
- 施行区域面積 - 27,400.00 m2
- 敷地面積
  - 全街区 - 19,200.00 m2
  - 南街区 - オフィス棟・レジデンス棟 - 17,371.73 m2
  - 北街区 - 商業棟 - 1,830.00 m2
- 建築面積
  - 全街区 - 11,010.00 m2
  - 南街区 - 9,800.00 m2
  - 北街区 - 1,210.00 m2
- 延床面積
  - 全街区 - 201,820.00 m2
  - 南街区 - 199,070.00 m2、オフィス棟 - 171,920.00 m2、レジデンス棟 - 27,150.00 m2
  - 北街区 - 商業棟 - 2,750.00 m2
- 構造・規模
  - 南街区 - オフィス棟 - 地下2階、地上43階、塔屋2階、鉄骨造、鉄骨鉄筋コンクリート造、鉄筋コンクリート造
  - 南街区 - レジデンス棟 - 地下2階、地上27階、鉄筋コンクリート造
  - 北街区 - 商業棟 - 地下1階、地上3階、鉄筋コンクリート造、一部鉄骨鉄筋コンクリート造
- 基礎
- オフィス棟 - 直接基礎
- レジデンス棟 - 杭基礎
- 地震対策
  - オフィス棟 - 免震構造、制震構造[11]
  - レジデンス棟 - 免震構造
- 建物高さ - オフィス棟 - 230.76 m、レジデンス棟 - 109.05 m、商業棟 - 9.00 m
- エレベーター - オフィス棟 - 90人乗りシャトル4基含む東芝製43基、日立製4基
- 建築主 - 六本木三丁目東地区市街地再開発組合
- 設計者 - 株式会社日建設計
- 施工者 - 大成建設株式会社・株式会社大林組、建設共同企業体
- 工期 - 2013年（平成25年）10月28日 - レジデンス棟 2016年（平成28年）3月末、4月末入居予定、オフィス棟　2016年（平成28年）秋予定
- 公共施設
  - 南街区 - 広場 - 1,400 m2、地下鉄駅前広場 - 750 m2、地下鉄連絡通路 -幅員5 - 10 m、歩道状空地
  - 北街区 - 広場 - 1,00 0m2、地下鉄連絡広場 - 530 m2、地下鉄連絡通路 - 幅員5 - 10 m、歩道状空地[12][3]

## 入居している主な企業
- テレビ東京ホールディングス本社[6]
- テレビ東京本社・スタジオ
- BSテレビ東京本社・スタジオ
- ベルサール六本木コンファレンスセンター
- 特許庁（現庁舎の耐震工事につき仮庁舎として入居）[13]
- DMM.comグループ各社
- ディップ
- ゴディバジャパン
- マネーパートナーズグループ・マネーパートナーズ
- Fringe81
- 株式会社GA technologies
- ファーストコンサルティング
- BASEグループ各社（BASE株式会社・PAY株式会社・BASE BANK株式会社）
- ココネ株式会社
- ウイングアーク1st株式会社
- 株式会社メドレー
- 東晶貿易株式会社
- 株式会社グッドライフ
- 住信SBIネット銀行本店
- 株式会社SMEJ Holdings
  - 株式会社SM ENTERTAINMENT JAPAN
  - 株式会社SMEJ Plus

## 交通
鉄道
- 東京メトロ南北線 - 六本木一丁目駅直結。
- 東京メトロ日比谷線、都営大江戸線 - 六本木駅より徒歩5分。
- 東京メトロ銀座線、南北線 - 溜池山王駅より徒歩8分。
- 東京メトロ日比谷線 - 神谷町駅より徒歩10分。

## ギャラリー

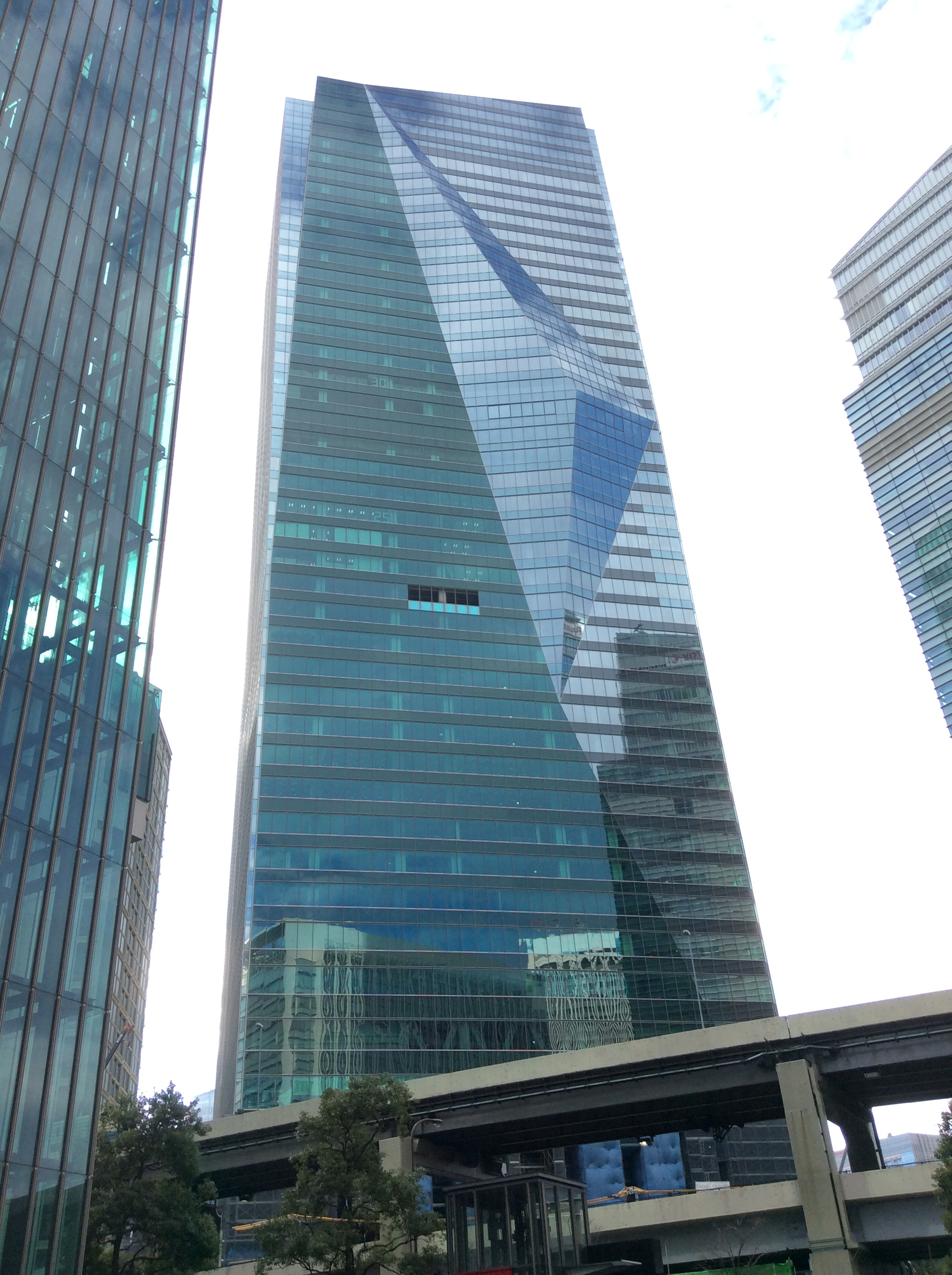
泉ガーデンからオフィス棟東側を見る（2016年2月13日撮影）
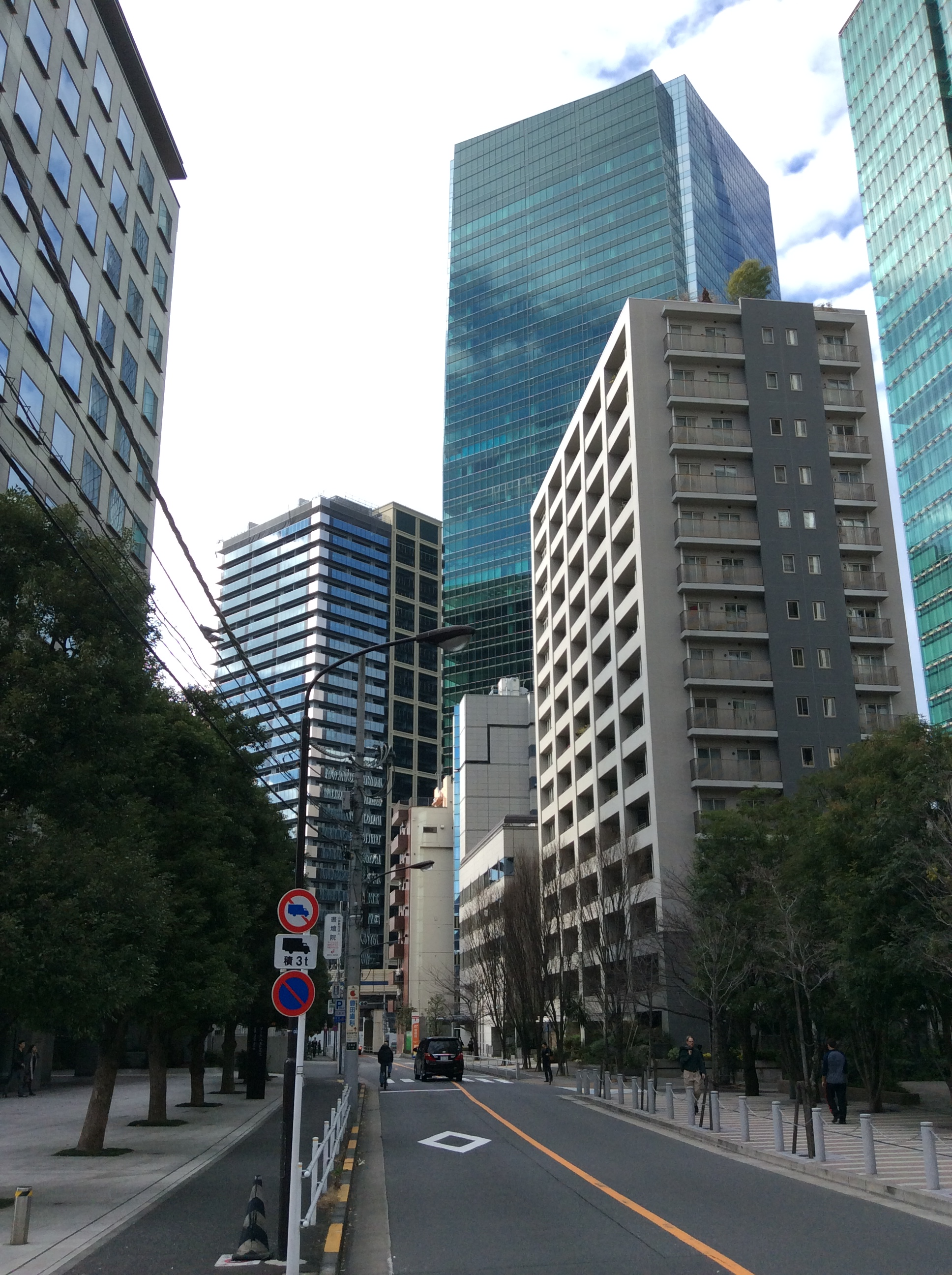
六本木一丁目からレジデンス棟とオフィス棟東側を見る（2016年2月13日撮影）
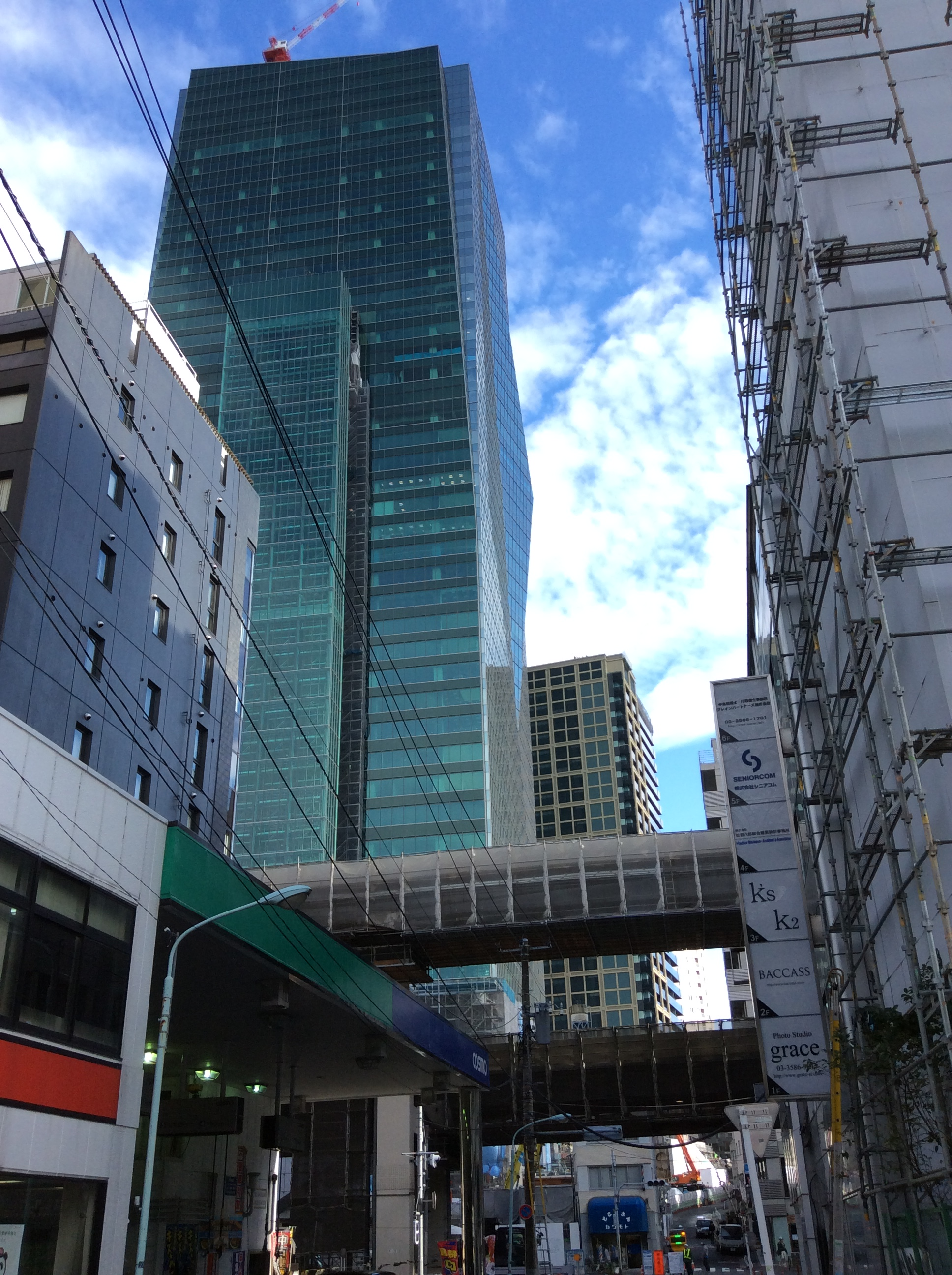
六本木通りからレジデンス棟とオフィス棟北側を見る（2016年2月13日撮影）
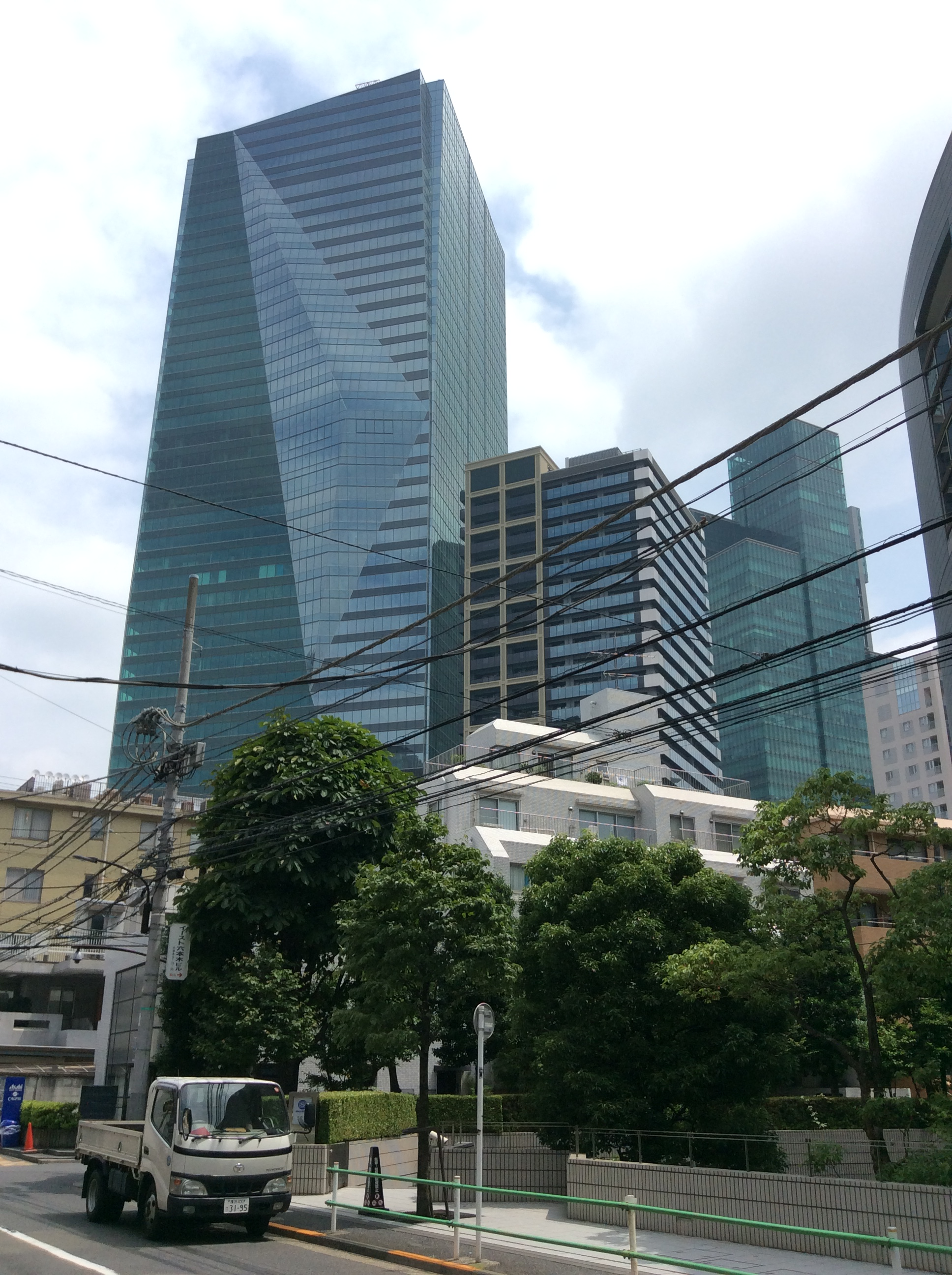
六本木5丁目（南側）からレジデンス棟とオフィス棟を見る（2016年7月2日撮影）
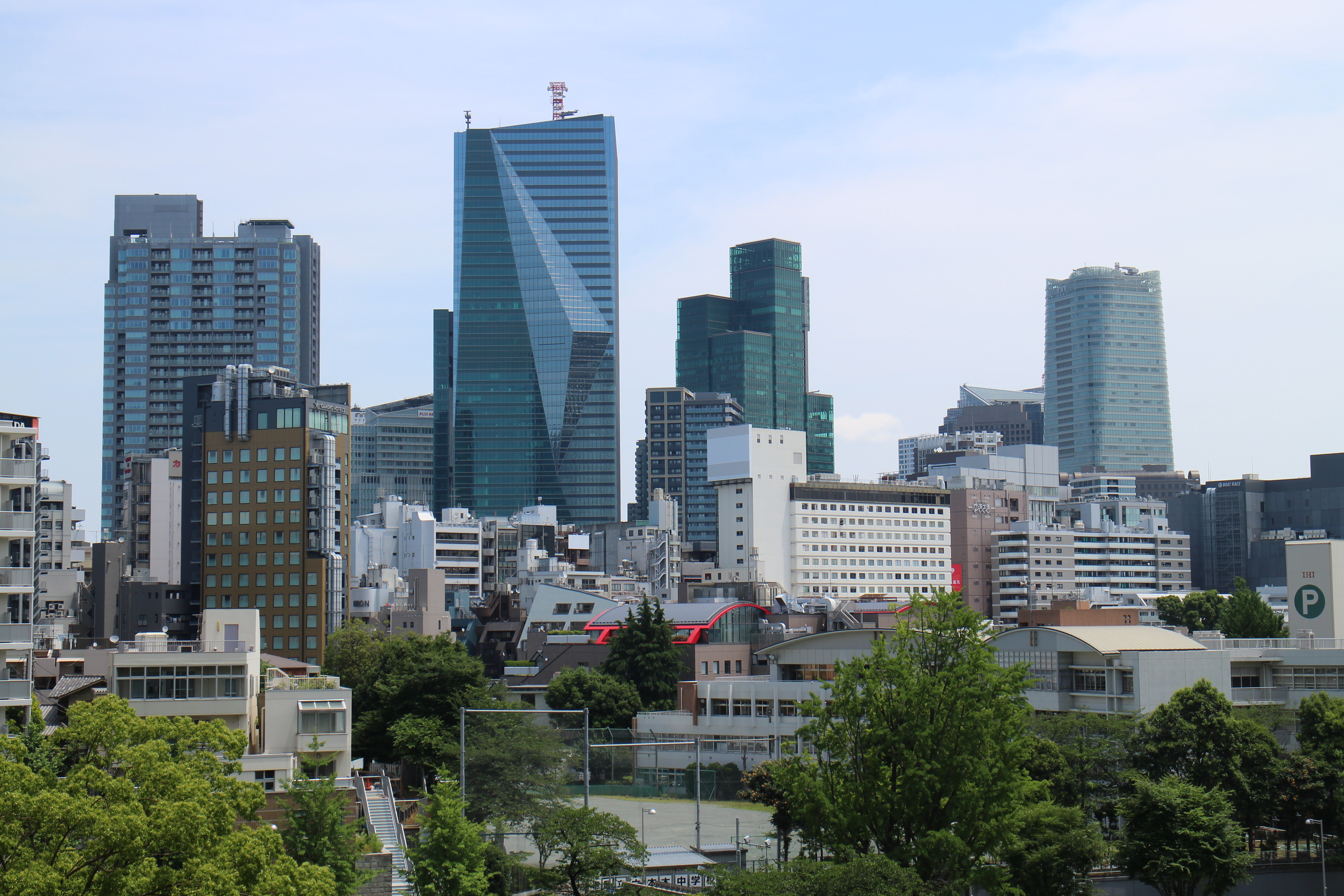
六本木ヒルズからオフィス棟を見る（2020年6月7日撮影）
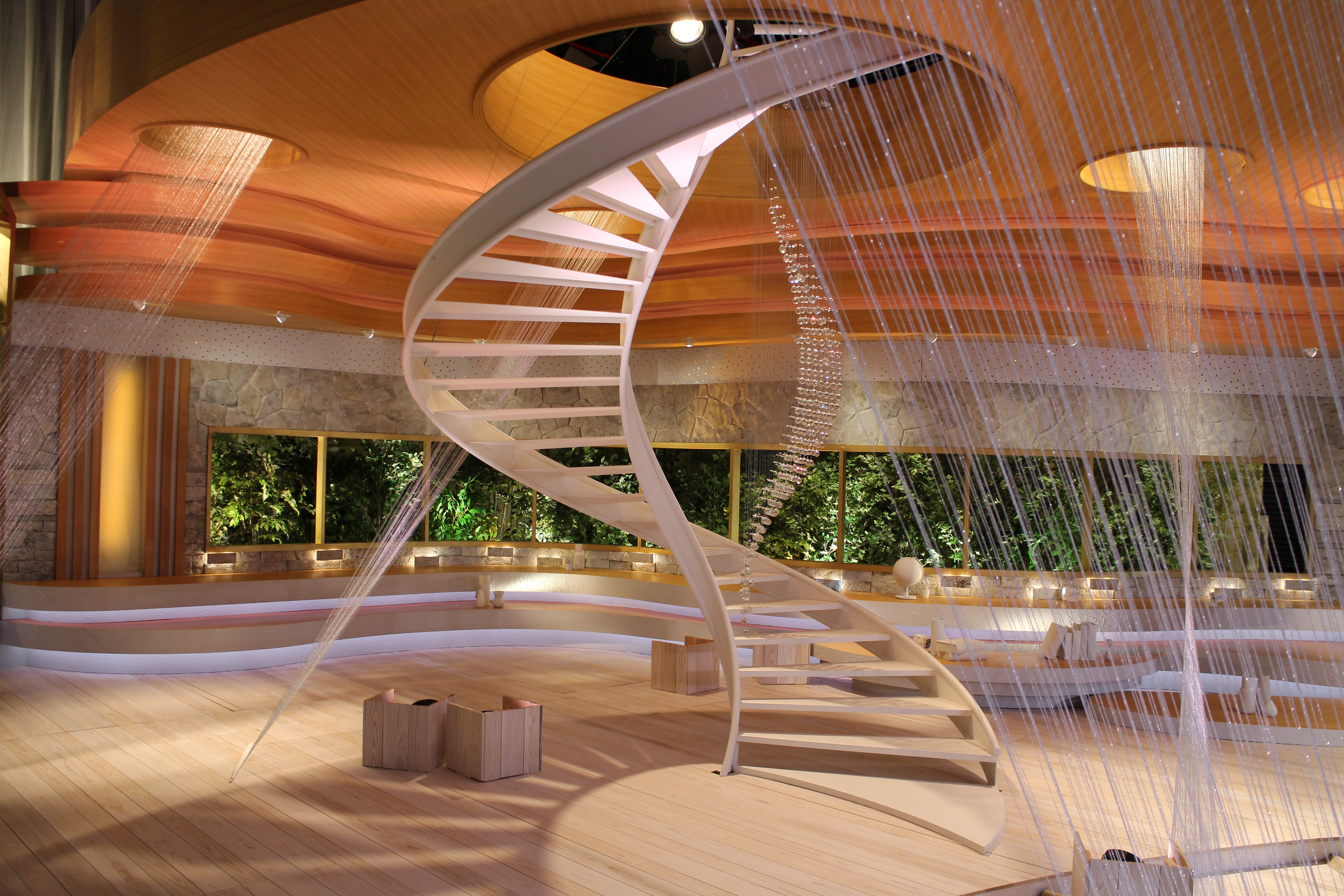
構内にあるテレビ東京の第3スタジオ（2023年3月18日撮影）

## 近隣施設
- 六本木一丁目駅
- 氷川神社
- 檜町公園
- 外務省外交史料館
- 港区立麻布小学校
- アークヒルズ
- アークヒルズサウスタワー
- サントリーホール
- 泉ガーデン
- テレビ東京
- スウェーデン大使館
- シリア大使館